# Măceșu de Jos
Măceşu de Jos é uma comuna romena localizada no distrito de Dolj, na região de Oltênia. A comuna possui uma área de 57.43 km² e sua população era de 1465 habitantes segundo o censo de 2007.